# 李弥逊
李弥逊（1090年—1153年），字似之，晚号筠溪真隐。江苏吴县人。
宋大观三年（1109年），中进士，任起居郎。因上书得罪当时的宰相，被废并隐居8年。宣和末年（1119～1125年），知冀州。建炎南渡后，先后知饶州、吉州。绍兴七年(1137年)，复任起居郎，试中书舍人。绍兴八年 (1138年)，试户部侍郎。先后知筠州、漳州。
绍兴十二年（1142年），落职隐居于福建连江西山。
李弥逊著有《筠溪集》等。